# Partula crassilabris

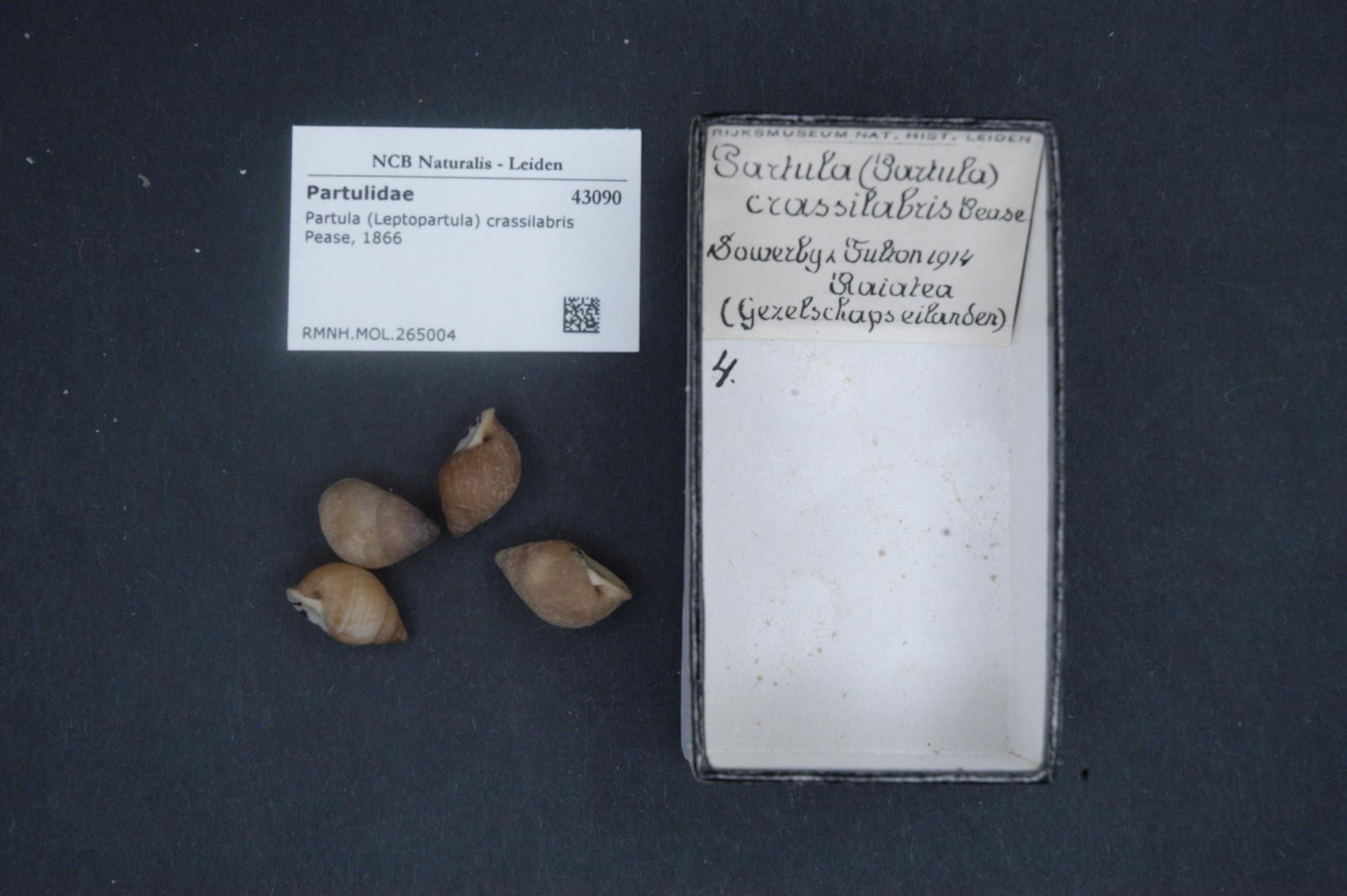
Partula crassilabris. Especie de molusco gasterópodo.

Partula crassilabris fue una especie de molusco gasterópodo de la familia Partulidae en el orden de los Stylommatophora.

## Distribución geográfica
Fue endémica de la  Polinesia Francesa.